# Olympische Sommerspiele 1976/Leichtathletik
| Leichtathletik bei den XXI. Olympischen Spielen | Leichtathletik bei den XXI. Olympischen Spielen |
| Olympische Ringe · Leichtathletik               | Olympische Ringe · Leichtathletik               |
| Informationen                                   | Informationen                                   |
| ----------------------------------------------- | ----------------------------------------------- |
| Datum:                                          | 18. bis 31. Juli                                |
| Wettkampfort:                                   | Montreal                                        |
| Austragungsort:                                 | Olympiastadion                                  |
| Entscheidungen:                                 | Männer: 23/Frauen: 14                           |
| ← München 1972                                  | Moskau 1980 →                                   |
| Olympische Ringe                                | Leichtathletik                                  |

| Logo der Olympischen Spiele 1976                       | Logo der Olympischen Spiele 1976                       | Logo der Olympischen Spiele 1976                       | Logo der Olympischen Spiele 1976                       | Logo der Olympischen Spiele 1976                       | Logo der Olympischen Spiele 1976                       |
| Olympische Spiele 1976 Medaillenspiegel Leichtathletik | Olympische Spiele 1976 Medaillenspiegel Leichtathletik | Olympische Spiele 1976 Medaillenspiegel Leichtathletik | Olympische Spiele 1976 Medaillenspiegel Leichtathletik | Olympische Spiele 1976 Medaillenspiegel Leichtathletik | Olympische Spiele 1976 Medaillenspiegel Leichtathletik |
| Platz                                                  | Mannschaft                                             | Goldmedaillen                                          | Silbermedaillen                                        | Bronzemedaillen                                        | Total                                                  |
| ------------------------------------------------------ | ------------------------------------------------------ | ------------------------------------------------------ | ------------------------------------------------------ | ------------------------------------------------------ | ------------------------------------------------------ |
| 1                                                      | DDR                                                    | 11                                                     | 8                                                      | 8                                                      | 27                                                     |
| 2                                                      | USA                                                    | 6                                                      | 8                                                      | 8                                                      | 22                                                     |
| 3                                                      | Sowjetunion                                            | 4                                                      | 4                                                      | 10                                                     | 18                                                     |
| 4                                                      | Polen                                                  | 3                                                      | 2                                                      | –                                                      | 5                                                      |
| 5                                                      | Finnland                                               | 2                                                      | 2                                                      | –                                                      | 4                                                      |
| 6                                                      | Kuba                                                   | 2                                                      | 1                                                      | –                                                      | 3                                                      |
| 7                                                      | BR Deutschland                                         | 1                                                      | 3                                                      | 5                                                      | 9                                                      |
| 8                                                      | Bulgarien                                              | 1                                                      | 2                                                      | 1                                                      | 4                                                      |
| 9                                                      | Jamaika                                                | 1                                                      | 1                                                      | –                                                      | 2                                                      |
| 9                                                      | Neuseeland                                             | 1                                                      | 1                                                      | –                                                      | 2                                                      |
| 11                                                     | Frankreich                                             | 1                                                      | –                                                      | –                                                      | 1                                                      |
| 11                                                     | Mexiko                                                 | 1                                                      | –                                                      | –                                                      | 1                                                      |
| 11                                                     | Schweden                                               | 1                                                      | –                                                      | –                                                      | 1                                                      |
| 11                                                     | Trinidad und Tobago                                    | 1                                                      | –                                                      | –                                                      | 1                                                      |
| 11                                                     | Ungarn                                                 | 1                                                      | –                                                      | –                                                      | 1                                                      |
| 16                                                     | Belgien                                                | –                                                      | 2                                                      | 1                                                      | 3                                                      |
| 17                                                     | Italien                                                | –                                                      | 1                                                      | –                                                      | 1                                                      |
| 17                                                     | Kanada                                                 | –                                                      | 1                                                      | –                                                      | 1                                                      |
| 17                                                     | Portugal                                               | –                                                      | 1                                                      | –                                                      | 1                                                      |
| 20                                                     | Brasilien                                              | –                                                      | –                                                      | 1                                                      | 1                                                      |
| 20                                                     | Tschechoslowakei                                       | –                                                      | –                                                      | 1                                                      | 1                                                      |
| 20                                                     | Großbritannien                                         | –                                                      | –                                                      | 1                                                      | 1                                                      |
| 20                                                     | Rumänien                                               | –                                                      | –                                                      | 1                                                      | 1                                                      |

Bei den XXI. Olympischen Spielen 1976 in Montreal fanden 37 Wettkämpfe – davon 23 für Männer und 14 für Frauen – in der Leichtathletik statt. Austragungsort war das Olympiastadion.

## Teilnehmer
Auch bei der Austragung dieser Olympischen Spiele gab es wie schon mehrfach zuvor erhebliche Probleme und Sonderfälle im Hinblick auf die Teilnahme verschiedener Nationen. Wiederum nicht eingeladen wurde die Volksrepublik China, die weiterhin kein Mitglied des IOC war, aber auch die Republik China (Taiwan) nahm im Gegensatz zu früheren Jahren nicht teil, weil die Offiziellen aus dem Taiwan nicht mehr hinnehmen wollten, dass ihr Land unter der Bezeichnung Taiwan dabei sei sollte. Das größte Ausmaß allerdings nahm die Problematik um den Streitfall Südafrika herum an. Das Land selber war wegen seiner Apartheidspolitik weiterhin nicht zugelassen. Nun forderten zahlreiche afrikanische Staaten auch den Ausschluss Neuseelands, weil die neuseeländische Rugby-Union-Nationalmannschaft eine umstrittene Südafrika-Tour unternommen hatte. Da das IOC diese Forderung nicht erfüllte, boykottierten insgesamt 28 Staaten, davon 26 aus Afrika diese Spiele, was v. a. in der Leichtathletik dazu führte, dass zahlreiche Mitfavoriten nicht am Start waren.
Das geteilte Deutschland trat nun schon zum dritten Mal mit zwei eigenständigen Mannschaften an. Die offiziellen Bezeichnungen lauteten wie vor vier Jahren: ‚Deutschland‘ bzw. ‚Germany‘ oder ‚Allemagne‘ – kurz ‚GER‘ – für die Bundesrepublik Deutschland und für die DDR ‚Deutsche Demokratische Republik‘ bzw. ‚German Democratic Republik‘ oder ‚République fédérale d’Allemagne‘ – kurz ‚DDR‘ bzw. ‚GDR‘.

## Stadion

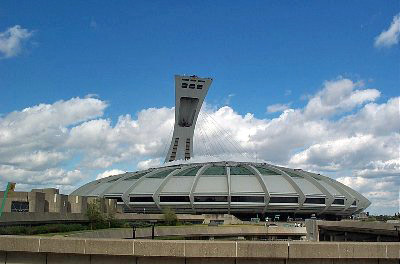
Das Olympiastadion in Montreal

Das Olympiastadion Montreal entsprach den modernsten Anforderungen, wurde allerdings erst im allerletzten Moment fertiggestellt. Die Baumaßnahmen hatten vor Beginn der Wettkämpfe so weit hinter der zeitlichen Planung zurückgelegen, dass das IOC sich sogar mit dem Gedanken beschäftigt hatte, die Olympischen Spiele an einem Ersatzort austragen zu lassen. Dazu kam es letztendlich nicht. Die 400-Meter-Rundbahn sowie die Anlaufbahnen für die verschiedenen Sprung- und Wurfwettbewerbe waren wie inzwischen bei allen Großveranstaltungen aus Kunststoff beschaffen und genügten höchsten Standards. Wie inzwischen üblich standen acht Bahnen zur Verfügung, sodass acht Teilnehmer an den Endläufen teilnehmen konnten. Dies wurde auch in den Wurfdisziplinen sowie im Weit- und Dreisprung für die letzten drei Finaldurchgänge wieder so praktiziert.

## Messtechnik
Der Einsatz elektronischer Messinstrumentarien war inzwischen Standard, und zwar sowohl bei den Zeiten der Läufer als auch den erzielten Weiten im Springen und Werfen. Die Zeiten der Läufer und Geher wurden außer bei Streckenlängen von mehr als zehn Kilometern offiziell in Hundertstelsekunden ausgegeben. Im Diskus-, Hammer- und Speerwurf wurde die erzielte Weite wie bisher auf geradzahlige Zentimeter gerundet.

## Wettbewerbe
Im Wettbewerbsangebot gab es eine einzige Änderung: im Gehen, einer Wettkampfform, die damals ausschließlich den Männern vorbehalten war, wurde das 50-km-Gehen aus dem Programm genommen. Einziger Gehwettbewerb hier in Montreal war somit das 20-km-Gehen, wie üblich ausgetragen auf der Straße. Allerdings blieb diese Streichung der langen Gehstrecke einmalig. 1980 war die Disziplin wieder Teil des olympischen Programms. Bis heute – Stand Oktober 2021 – hat sich danach im Bereich der olympischen Männerdisziplinen nichts mehr verändert.
Bei den Frauen dagegen standen noch zahlreiche weitere Ergänzungen für die Zukunft an. Ihr längster Laufwettbewerb war nach wie vor der 1500-Meter-Lauf. Das sollte sich ab 1984 ändern. Von da an kamen nach und nach zusätzliche längere Strecken ins olympische Programm und auch bei den Sprüngen, Würfen, im Gehen und im Mehrkampf sollte es später eine sukzessive Angleichung an den Wettkampfkatalog der Männer geben.

## Sportliche Erfolge
Das Leistungsniveau war auch bei diesen Olympischen Spielen sehr hoch. Es gab acht neue oder eingestellte Weltrekorde in acht Disziplinen. In weiteren neunzehn Disziplinen wurde der olympische Rekord 23 Mal verbessert oder egalisiert.
- Weltrekorde im Einzelnen:
  - 800-Meter-Lauf, Männer: 1:43,50 min – Alberto Juantorena (Kuba), Finale
  - 400-Meter-Hürdenlauf, Männer: 47,64 s – Edwin Moses (USA), Finale
  - 3000-Meter-Hindernislauf, Männer: 8:08,02 min – Anders Gärderud (Schweden), Finale
  - Speerwurf, Männer: 94,58 m – Miklós Németh (Ungarn), Finale
  - Zehnkampf, Männer: 8618 P (1985er Wertung: 8634 P) – Bruce Jenner (USA)
  - 100-Meter-Lauf, Frauen: 11,01 s – Annegret Richter (BR Deutschland), Halbfinale bei einem Rückenwind von 0,57 m/s
  - 400-Meter-Lauf, Frauen: 49,28 s – Irena Szewińska (Polen), Finale
  - 800-Meter-Lauf, Frauen: 1:54,94 min – Tatjana Kasankina (Sowjetunion), Finale
- Olympische Rekorde im Einzelnen:
  - 5000-Meter-Lauf, Männer: 13:20,34 min – Brendan Foster (Großbritannien), Vorlauf
  - Marathonlauf, Männer: 2:09:55,0 h – Waldemar Cierpinski (DDR)
  - 3000-Meter-Hindernislauf, Männer: 8:18,56 min – Bronisław Malinowski (Polen), Vorlauf
  - 20-km-Gehen, Männer: 1:24:40,6 h – Daniel Bautista (Mexiko)
  - Hochsprung, Männer: 2,25 m – Jacek Wszoła (Polen), Finale
  - Stabhochsprung, Männer: 5,50 m (egalisiert) – Tadeusz Ślusarski (Polen), Finale
  - Stabhochsprung, Männer: 5,50 m (egalisiert) – Antti Kalliomäki (Finnland), Finale
  - Stabhochsprung, Männer: 5,50 m (egalisiert) – David Roberts (USA), Finale
  - Kugelstoßen, Männer: 21,32 m – Alexander Baryschnikow (Sowjetunion), Qualifikation
  - Diskuswurf, Männer: 68,28 m – Mac Wilkins (USA), Qualifikation
  - Hammerwurf, Männer: 77,52 m – Jurij Sjedych (Sowjetunion), Finale
  - 100-Meter-Lauf, Frauen: 11,05 s – Annegret Richter (BR Deutschland), Viertelfinale bei einem Rückenwind von 1,06 m/s
  - 200-Meter-Lauf, Frauen: 22,37 s – Bärbel Eckert (DDR), Finale bei Windstille
  - 400-Meter-Lauf, Frauen: 51,94 s – Irena Szewińska (Polen), Halbfinale
  - 800-Meter-Lauf, Frauen: 1:56,53 min – Anita Weiß (DDR). Halbfinale
  - 4-mal-100-Meter-Staffel, Frauen: 42,61 s – BR Deutschland (Elvira Possekel, Inge Helten, Annegret Richter, Annegret Kroniger), Vorlauf
  - 4-mal-100-Meter-Staffel, Frauen: 42,55 s – DDR (Marlies Oelsner, Renate Stecher, Carla Bodendorf, Bärbel Eckert), Finale
  - 4-mal-400-Meter-Staffel, Frauen: 3:19,23 min – DDR (Doris Maletzki, Brigitte Rohde, Ellen Streidt, Christina Brehmer), Finale
  - Hochsprung, Frauen: 1,93 m – Rosemarie Ackermann (DDR), Finale
  - Kugelstoßen, Frauen: 21,16 m – Iwanka Christowa (Bulgarien), Finale
  - Diskuswurf, Frauen: 69,00 m – Evelin Schlaak (DDR), Finale
  - Speerwurf, Frauen: 65,14 m – Marion Becker (BR Deutschland), Qualifikation
  - Speerwurf, Frauen: 65,94 m – Ruth Fuchs (DDR), Finale

Die deutlich erfolgreichste Nation in der Leichtathletik war erstmals die DDR, die elf Olympiasiege und darüber hinaus je acht Silber- und Bronzemedaillen verbuchen konnte. Die bis einschließlich 1968 in dieser Hinsicht vorne liegenden Vereinigten Staaten konnten sich von Platz drei, den sie 1972 erreicht hatten, wieder um einen Rang nach vorne schieben. Für sie gab es sechsmal Gold sowie je achtmal Silber und Bronze. Dahinter folgte die bei den letzten Spielen in der Nationenwertung vorne liegende Sowjetunion mit je vier Gold- und Silber- sowie zehn Bronzemedaillen. Polen hatte drei Leichtathletikolympiasieger zu verzeichnen, bei Finnland und Kuba waren es jeweils zwei. Für alle weiteren Nationen gab es in der Leichtathletik bei diesen Spielen höchstens eine Goldmedaille.
Vier Sportler errangen mindestens zwei Goldmedaillen in der Leichtathletik bei diesen Spielen:
- Lasse Virén (Finnland) – Gold: 5000- und 10.000-Meter-Lauf, dazu noch Rang fünf im Marathonlauf.
- Alberto Juantorena (Kuba) – Gold: 400- und 800-Meter-Lauf mit Weltrekord über 800 Meter, außerdem Siebter mit der kubanischen 4-mal-400-Meter-Staffel
- Tatjana Kasankina (Sowjetunion) – Gold: 800- und 1500-Meter-Lauf mit Weltrekord über 800 Meter
- Bärbel Eckert (DDR) – Gold: 200-Meter-Lauf und 4-mal-100-Meter-Staffel

Darüber hinaus sind weitere Leistungen besonders hervorzuheben:
- Annegret Richter (BR Deutschland) gewann Gold im 100-Meter-Lauf und zweimal Silber im 200-Meter-Lauf und in der 4-mal-100-Meter-Staffel.
- Renate Stecher (DDR) gewann Gold in der 4-mal-100-Meter-Staffel, Silber im 100-Meter-Lauf und Bronze im 200-Meter-Lauf.

Folgende hier siegreiche Leichtathleten hatten bereits bei früher ausgetragenen Olympischen Spielen Goldmedaillen errungen:
- Lasse Virén (Finnland) – 5000- und 10.000-Meter-Lauf, Wiederholung seines Doppelerfolgs von 1972, damit jetzt vierfacher Olympiasieger.
- Renate Stecher, (DDR) – Siegerin mit der 4-mal-100-Meter-Staffel, 1972 Siegerin im 100- und 200-Meter-Lauf, damit jetzt dreifache Gold- sowie insgesamt sechsfache Medaillengewinnerin.
- Irena Szewińska (Polen) – 400-Meter-Lauf, zuvor: Gold 4-mal-100-Meter-Staffel, 1964/Silber 200-Meter-Lauf, 1964/Gold 200-Meter-Lauf, 1968/außerdem: Bronze 200-Meter-Lauf, 1976, damit nach ihren vierten Spielen dreifache Gold- und fünffache Medaillengewinnerin.
- Wiktor Sanejew, (Sowjetunion) – Dreisprung, Wiederholung seiner Erfolge von 1968 und 1972, damit jetzt dreifacher Olympiasieger.
- Ruth Fuchs, (DDR) – Speerwurf, Wiederholung ihrer Erfolgs von 1972, damit jetzt zweifache Olympiasiegerin.
- Annegret Richter (BR Deutschland) – 100-Meter-Lauf, 1972: siegreich mit der 4-mal-100-Meter-Staffel, damit jetzt zweifache Olympiasiegerin sowie insgesamt vierfache Medaillengewinnerin.

## Resultate Männer

### 100 m
| Platz | Athlet              | Land | Zeit (s) |
| ----- | ------------------- | ---- | -------- |
| 1     | Hasely Crawford     | TTO  | 10,06    |
| 2     | Donald Quarrie      | JAM  | 10,08    |
| 3     | Walerij Borsow      | URS  | 10,14    |
| 4     | Harvey Glance       | USA  | 10,19    |
| 5     | Guy Abrahams        | PAN  | 10,25    |
| 6     | Johnny Jones        | USA  | 10,27    |
| 7     | Klaus-Dieter Kurrat | GDR  | 10,31    |
| 8     | Petar Petrow        | BUL  | 10,35    |

Finale am 24. Juli
Wind: −0,01 m/s

### 200 m
| Platz | Athlet             | Land | Zeit (s) |
| ----- | ------------------ | ---- | -------- |
| 1     | Donald Quarrie     | JAM  | 20,23    |
| 2     | Millard Hampton    | USA  | 20,29    |
| 3     | Dwayne Evans       | USA  | 20,43    |
| 4     | Pietro Mennea      | ITA  | 20,54    |
| 5     | Rui da Silva       | BRA  | 20,84    |
| 6     | Bogdan Grzejszczak | POL  | 20,91    |
| 7     | Colin Bradford     | JAM  | 21,17    |
| 8     | Hasely Crawford    | TTO  | 79,60    |

Finale am 26. Juli
Wind: +0,72 m/s

### 400 m

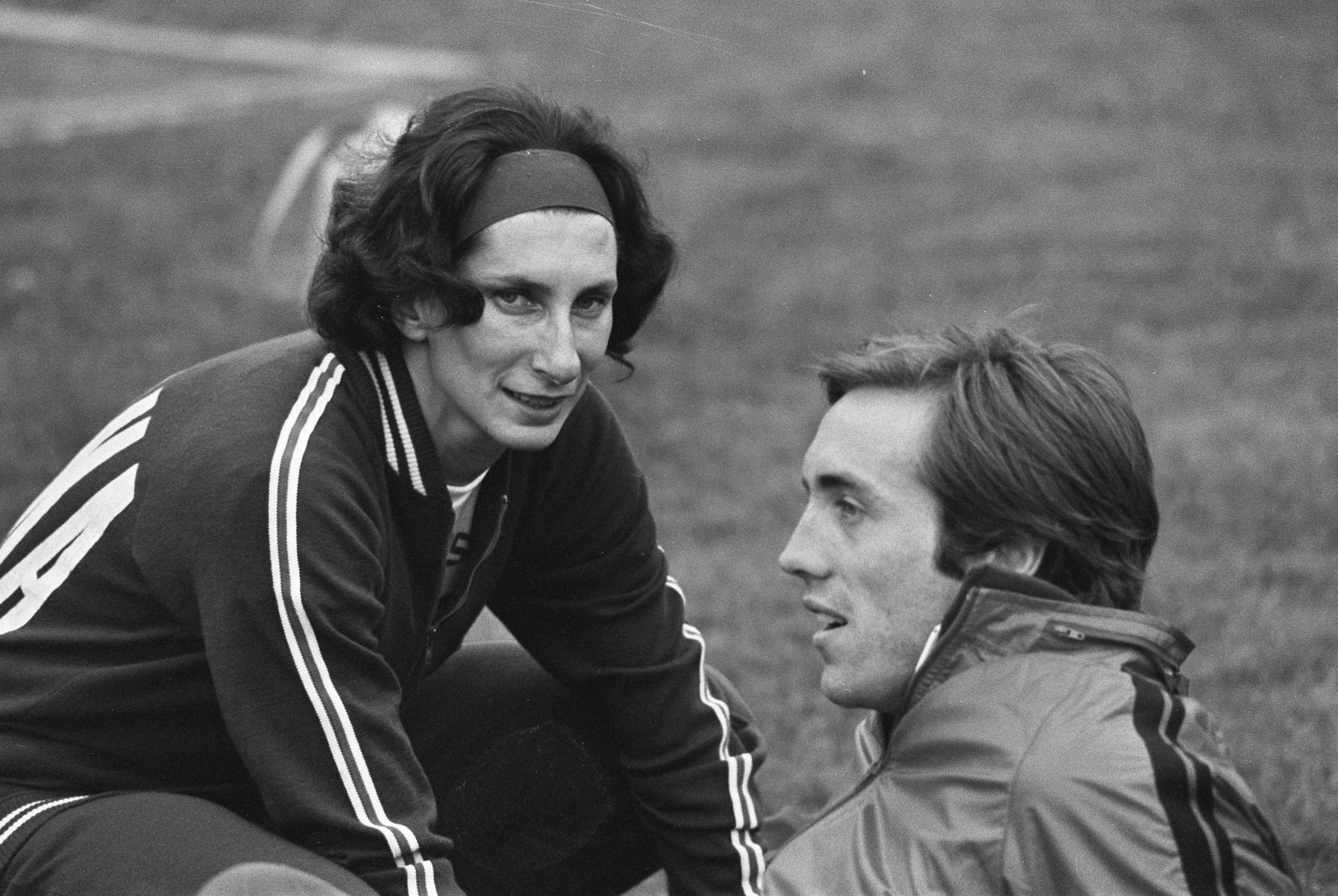
Dritter Olympiasieg für Irena Szewińska (links) nach Gold über 4 × 100 1964 und 200 Meter 1968

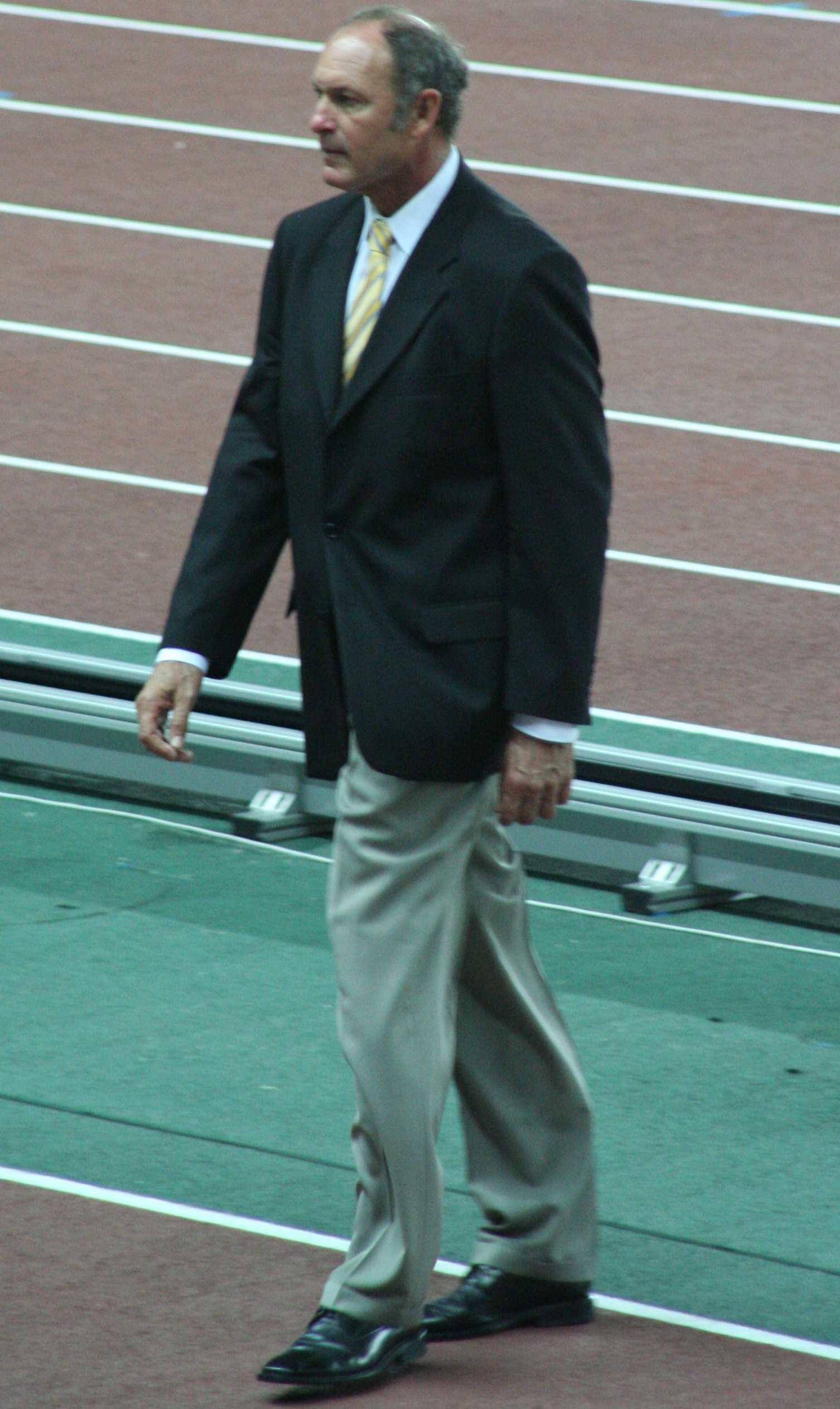
Vier Tage nach seinem Sieg über 800 Meter gewann Alberto Juantorena (hier im Jahr 2007) in Montreal seine zweite Goldmedaille

| Platz | Athlet             | Land | Zeit (s) |
| ----- | ------------------ | ---- | -------- |
| 1     | Alberto Juantorena | CUB  | 44,26    |
| 2     | Fred Newhouse      | USA  | 44,40    |
| 3     | Herman Frazier     | USA  | 44,95    |
| 4     | Alfons Brijdenbach | BEL  | 45,04    |
| 5     | Maxie Parks        | USA  | 45,24    |
| 6     | Rick Mitchell      | AUS  | 45,40    |
| 7     | David Jenkins      | GBR  | 45,57    |
| 8     | Jan Werner         | POL  | 45,63    |

Finale am 29. Juli

### 800 m
| Platz | Athlet             | Land | Zeit (min) |
| ----- | ------------------ | ---- | ---------- |
| 1     | Alberto Juantorena | CUB  | 1:43,50 WR |
| 2     | Ivo Van Damme      | BEL  | 1:43,86000 |
| 3     | Rick Wohlhuter     | USA  | 1:44,12000 |
| 4     | Willi Wülbeck      | FRG  | 1:45,26000 |
| 5     | Steve Ovett        | GBR  | 1:45,44000 |
| 6     | Luciano Sušanj     | YUG  | 1:45,75000 |
| 7     | Sriram Singh       | IND  | 1:45,77000 |
| 8     | Carlo Grippo       | ITA  | 1:48,39000 |

Finale am 25. Juli

### 1500 m

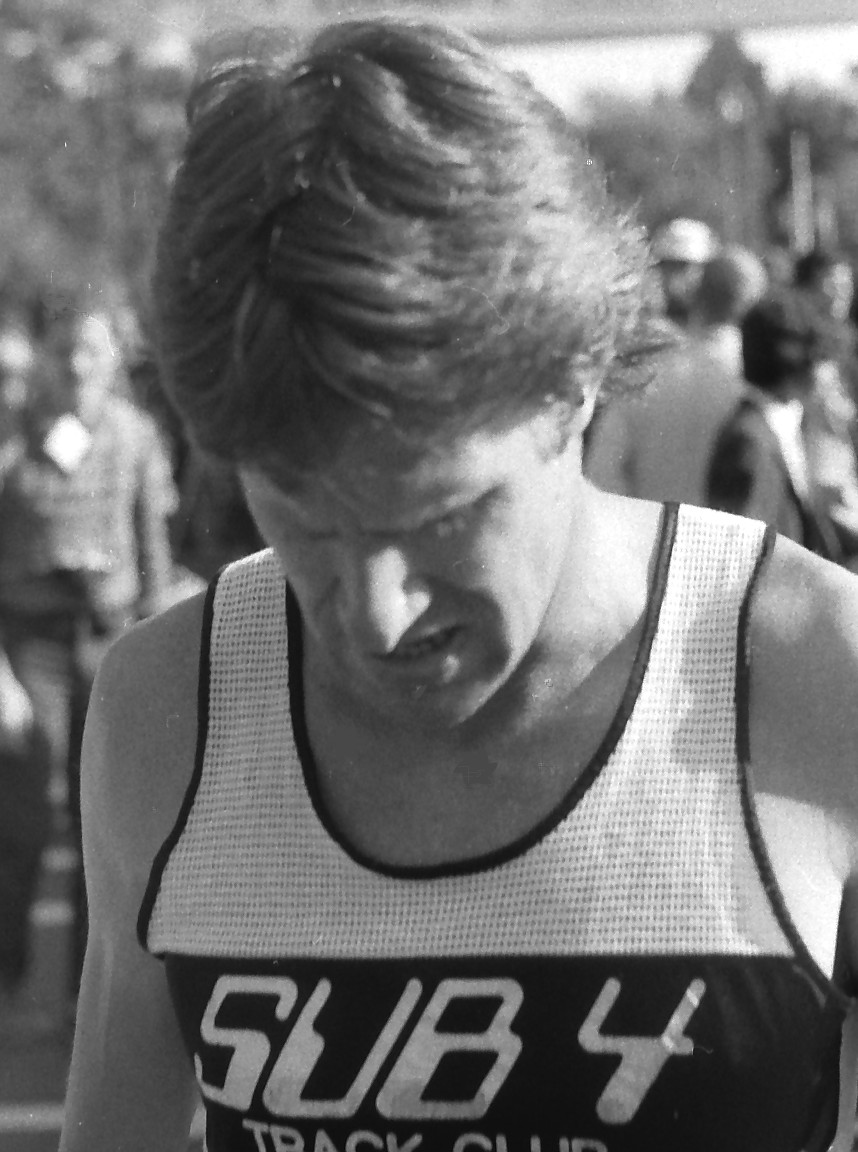
Favoritensig für John Walker

| Platz | Athlet              | Land | Zeit (min) |
| ----- | ------------------- | ---- | ---------- |
| 1     | John Walker         | NZL  | 3:39,17    |
| 2     | Ivo Van Damme       | BEL  | 3:39,27    |
| 3     | Paul-Heinz Wellmann | FRG  | 3:39,33    |
| 4     | Eamonn Coghlan      | IRL  | 3:39,51    |
| 5     | Frank Clement       | GBR  | 3:39,65    |
| 6     | Rick Wohlhuter      | USA  | 3:40,64    |
| 7     | David Moorcroft     | GBR  | 3:40,94    |
| 8     | Graham Crouch       | AUS  | 3:41,80    |

Finale am 31. Juli

### 5000 m
| Platz | Athlet                  | Land | Zeit (min) |
| ----- | ----------------------- | ---- | ---------- |
| 1     | Lasse Virén             | FIN  | 13:24,76   |
| 2     | Dick Quax               | NZL  | 13:25,16   |
| 3     | Klaus-Peter Hildenbrand | FRG  | 13:25,38   |
| 4     | Rod Dixon               | NZL  | 13:25,50   |
| 5     | Brendan Foster          | GBR  | 13:26,19   |
| 6     | Willy Polleunis         | BEL  | 13:26,99   |
| 7     | Ian Stewart             | GBR  | 13:27,65   |
| 8     | Aniceto Simões          | POR  | 13:29,38   |

Finale am 30. Juli

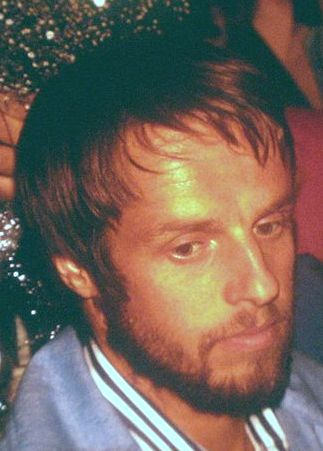
Olympiasieger Lasse Virén

Brendan Foster stellte im Vorlauf mit 13:20,34 min einen olympischen Rekord auf.

### 10.000 m
| Platz | Athlet         | Land | Zeit (min) |
| ----- | -------------- | ---- | ---------- |
| 1     | Lasse Virén    | FIN  | 27:40,38   |
| 2     | Carlos Lopes   | POR  | 27:45,17   |
| 3     | Brendan Foster | GBR  | 27:54,92   |
| 4     | Tony Simmons   | GBR  | 27:56,26   |
| 5     | Ilie Floroiu   | ROM  | 27:59,93   |
| 6     | Mariano Haro   | ESP  | 28:00,28   |
| 7     | Marc Smet      | BEL  | 28:02,80   |
| 8     | Bernie Ford    | GBR  | 28:17,78   |

Finale am 26. Juli

### Marathon

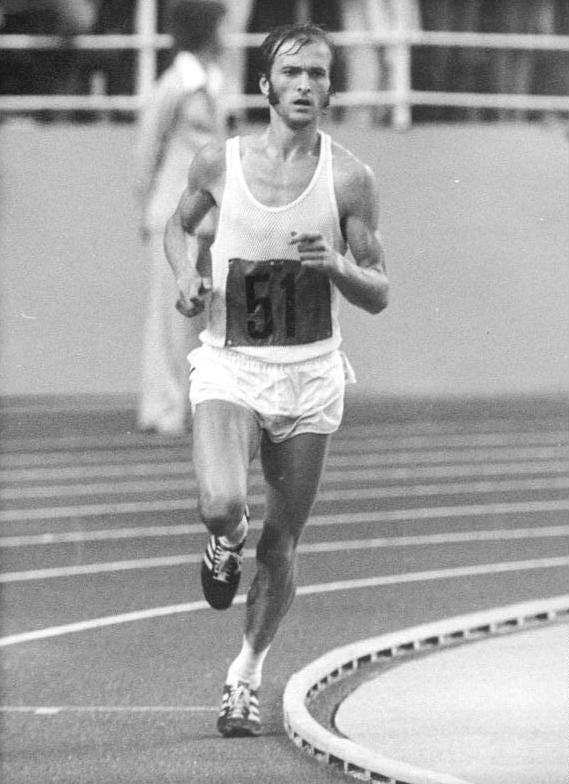
Waldemar Cierpinski bei seinem Marathonsieg in Montreal

| Platz | Athlet              | Land | Zeit (h)     |
| ----- | ------------------- | ---- | ------------ |
| 1     | Waldemar Cierpinski | GDR  | 2:09:55,0 OR |
| 2     | Frank Shorter       | USA  | 2:10:45,8000 |
| 3     | Karel Lismont       | BEL  | 2:11:12,6000 |
| 4     | Don Kardong         | USA  | 2:11:15,8000 |
| 5     | Lasse Virén         | FIN  | 2:13:10,8000 |
| 6     | Jerome Drayton      | CAN  | 2:13:30,0000 |
| 7     | Leonid Mossejew     | URS  | 2:13:33,4000 |
| 8     | Franco Fava         | ITA  | 2:14:24,6000 |

31. Juli

### 110 m Hürden
| Platz | Athlet                  | Land | Zeit (s) |
| ----- | ----------------------- | ---- | -------- |
| 1     | Guy Drut                | FRA  | 13,28    |
| 2     | Alejandro Casañas       | CUB  | 13,33    |
| 3     | Willie Davenport        | USA  | 13,38    |
| 4     | Charles Foster          | USA  | 13,41    |
| 5     | Thomas Munkelt          | GDR  | 13,44    |
| 6     | James Owens             | USA  | 13,73    |
| 7     | Wjatscheslaw Kulebjakin | URS  | 13,93    |
| 8     | Wiktor Mjasnikow        | URS  | 13,94    |

Finale am 28. Juli
Wind: ±0,0 m/s

### 400 m Hürden

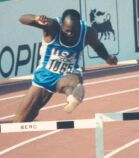
Olympiasieger Edwin Moses (hier im Jahr 1987) mit seinem ersten großen internationalen Erfolg

| Platz | Athlet            | Land | Zeit (s) |
| ----- | ----------------- | ---- | -------- |
| 1     | Edwin Moses       | USA  | 47,64 WR |
| 2     | Michael Shine     | USA  | 48,69000 |
| 3     | Jauhen Haurylenka | URS  | 49,45000 |
| 4     | Quentin Wheeler   | USA  | 49,86000 |
| 5     | José Carvalho     | POR  | 49,94000 |
| 6     | Janko Bratanow    | BUL  | 50,03000 |
| 7     | Dámaso Alfonso    | CUB  | 50,19000 |
| 8     | Alan Pascoe       | GBR  | 51,29000 |

Finale am 25. Juli

### 3000 m Hindernis
| Platz | Athlet               | Land | Zeit (min) |
| ----- | -------------------- | ---- | ---------- |
| 1     | Anders Gärderud      | SWE  | 8:08,02 WR |
| 2     | Bronisław Malinowski | POL  | 8:09,11000 |
| 3     | Frank Baumgartl      | GDR  | 8:10,36000 |
| 4     | Tapio Kantanen       | FIN  | 8:12,60000 |
| 5     | Michael Karst        | FRG  | 8:20,14000 |
| 6     | Euan Robertson       | NZL  | 8:21,08000 |
| 7     | Dan Glans            | SWE  | 8:21,53000 |
| 8     | Antonio Campos       | ESP  | 8:22,65000 |

Finale am 28. Juli

### 4 × 100 m Staffel
| Platz | Land        | Athleten                                                                 | Zeit (s) |
| ----- | ----------- | ------------------------------------------------------------------------ | -------- |
| 1     | USA         | Harvey Glance Johnny Jones Millard Hampton Steve Riddick                 | 38,33    |
| 2     | DDR         | Manfred Kokot Jörg Pfeifer Klaus-Dieter Kurrat Alexander Thieme          | 38,66    |
| 3     | Sowjetunion | Alexandr Aksinin Nikolai Kolesnikow Juris Silovs Walerij Borsow          | 38,78    |
| 4     | Polen       | Andrzej Świerczyński Marian Woronin Bogdan Grzejszczak Zenon Licznerski  | 38,83    |
| 5     | Kuba        | Francisco Gómez Alejandro Casañas Hermes Ramírez Silvio Leonard          | 39,01    |
| 6     | Italien     | Vincenzo Guerini Luciano Caravani Luigi Benedetti Pietro Mennea          | 39,08    |
| 7     | Frankreich  | Jean-Claude Amoureux Joseph Arame Lucien Sainte-Rose Dominique Chauvelot | 39,16    |
| 8     | Kanada      | Hugh Spooner Marvin Nash Albin Dukowski Hugh Fraser                      | 39,47    |

Finale am 31. Juli

### 4 × 400 m Staffel
| Platz | Land                | Athleten                                                         | Zeit (min) |
| ----- | ------------------- | ---------------------------------------------------------------- | ---------- |
| 1     | USA                 | Herman Frazier Benny Brown Fred Newhouse Maxie Parks             | 2:58,65    |
| 2     | Polen               | Ryszard Podlas Jan Werner Zbigniew Jaremski Jerzy Pietrzyk       | 3:01,43    |
| 3     | BR Deutschland      | Franz-Peter Hofmeister Lothar Krieg Harald Schmid Bernd Herrmann | 3:01,98    |
| 4     | Kanada              | Ian Seale Don Domansky Leighton Hope Bryan Saunders              | 3:02,64    |
| 5     | Jamaika             | Leighton Priestley Donald Quarrie Colin Bradford Seymour Newman  | 3:02,84    |
| 6     | Trinidad und Tobago | Mike Solomon Horace Tuitt Joseph Coombs Charles Joseph           | 3:03,46    |
| 7     | Kuba                | Eddy Gutiérrez Dámaso Alfonso Carlos Álvarez Alberto Juantorena  | 3:03,81    |
| 8     | Finnland            | Hannu Mäkelä Ossi Karttunen Stig Lönnqvist Markku Kukkoaho       | 3:06,51    |

Finale am 31. Juli

### 20 km Gehen
| Platz | Athlet                  | Land | Zeit (h)     |
| ----- | ----------------------- | ---- | ------------ |
| 1     | Daniel Bautista         | MEX  | 1:24:40,6 OR |
| 2     | Hans-Georg Reimann      | GDR  | 1:25:13,8000 |
| 3     | Peter Frenkel           | GDR  | 1:25:29,4000 |
| 4     | Karl-Heinz Stadtmüller  | GDR  | 1:26:50,6000 |
| 5     | Raúl González           | MEX  | 1:28:18,2000 |
| 6     | Armando Zambaldo        | ITA  | 1:28:25,2000 |
| 7     | Wolodymyr Holubnytschyj | URS  | 1:29:24,6000 |
| 8     | Vittorio Visini         | ITA  | 1:29:31,6000 |

23. Juli

### Hochsprung

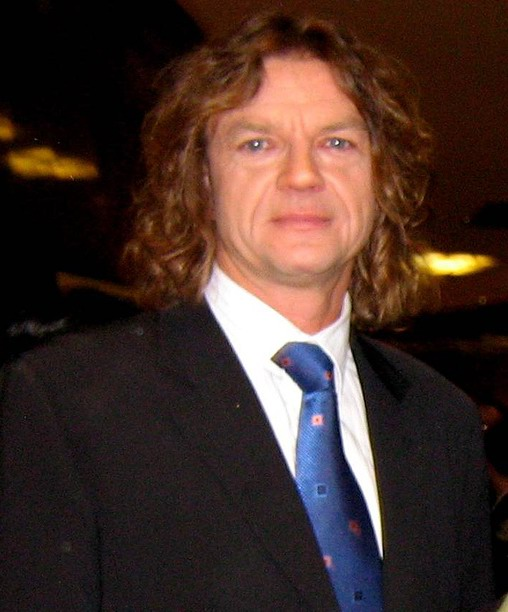
Olympiasieger Jacek Wszoła (hier im Jahr 2007)

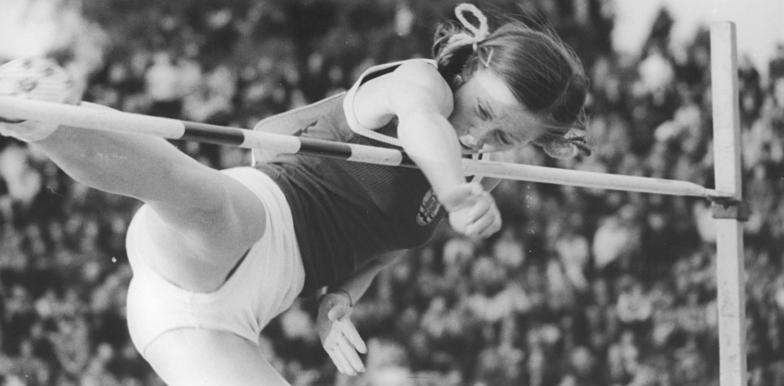
Olympiasiegerin Rosemarie Ackermann

| Platz | Athlet           | Land | Höhe (m) |
| ----- | ---------------- | ---- | -------- |
| 1     | Jacek Wszoła     | POL  | 2,25 OR  |
| 2     | Greg Joy         | CAN  | 2,23000  |
| 3     | Dwight Stones    | USA  | 2,21000  |
| 4     | Sergei Budalow   | URS  | 2,21000  |
| 5     | Serhij Senjukow  | URS  | 2,18000  |
| 6     | Rodolfo Bergamo  | ITA  | 2,18000  |
| 7     | Rolf Beilschmidt | GDR  | 2,18000  |
| 8     | Jesper Tørring   | DEN  | 2,18000  |

Finale am 31. Juli

### Stabhochsprung
| Platz | Athlet             | Land | Höhe (m) |
| ----- | ------------------ | ---- | -------- |
| 1     | Tadeusz Ślusarski  | POL  | 5,50 ORe |
| 2     | Antti Kalliomäki   | FIN  | 5,50 ORe |
| 3     | David Roberts      | USA  | 5,50 ORe |
| 4     | Patrick Abada      | FRA  | 5,450000 |
| 5     | Wojciech Buciarski | POL  | 5,450000 |
| 6     | Earl Bell          | USA  | 5,450000 |
| 7     | Jean-Michel Bellot | FRA  | 5,400000 |
| 8     | Itsuo Takanezawa   | JPN  | 5,400000 |

Finale am 26. Juli

### Weitsprung
| Platz | Athlet                  | Land | Weite (m) |
| ----- | ----------------------- | ---- | --------- |
| 1     | Arnie Robinson          | USA  | 8,35      |
| 2     | Randy Williams          | USA  | 8,11      |
| 3     | Frank Wartenberg        | GDR  | 8,02      |
| 4     | Jacques Rousseau        | FRA  | 8,00      |
| 5     | João Carlos de Oliveira | BRA  | 8,00      |
| 6     | Nenad Stekić            | YUG  | 7,89      |
| 7     | Walerij Pidluschnyj     | URS  | 7,88      |
| 8     | Hans Baumgartner        | FRG  | 7,84      |

Finale am 29. Juli

### Dreisprung

Olympiasieger Wiktor Sanejew, dargestellt auf einer Briefmarke

| Platz | Athlet                  | Land | Weite (m) |
| ----- | ----------------------- | ---- | --------- |
| 1     | Wiktor Sanejew          | URS  | 17,29     |
| 2     | James Butts             | USA  | 17,18     |
| 3     | João Carlos de Oliveira | BRA  | 16,90     |
| 4     | Pedro Pérez             | CUB  | 16,81     |
| 5     | Tommy Haynes            | USA  | 16,78     |
| 6     | Wolfgang Kolmsee        | FRG  | 16,68     |
| 7     | Eugeniusz Biskupski     | POL  | 16,49     |
| 8     | Carol Corbu             | ROM  | 16,43     |

Finale am 30. Juli

### Kugelstoßen
| Platz | Athlet                 | Land | Weite (m) |
| ----- | ---------------------- | ---- | --------- |
| 1     | Udo Beyer              | GDR  | 21,05     |
| 2     | Jewgeni Mironow        | URS  | 21,03     |
| 3     | Alexander Baryschnikow | URS  | 21,00     |
| 4     | Al Feuerbach           | USA  | 20,55     |
| 5     | Hans-Peter Gies        | GDR  | 20,47     |
| 6     | Geoff Capes            | GBR  | 20,36     |
| 7     | George Woods           | USA  | 20,26     |
| 8     | Hans Höglund           | SWE  | 20,17     |

Finale am 24. Juli
In der Qualifikation stellte Alexander Baryschnikow 21,32 m einen neuen olympischen Rekord auf.

### Diskuswurf
| Platz | Athlet            | Land | Weite (m) |
| ----- | ----------------- | ---- | --------- |
| 1     | Mac Wilkins       | USA  | 67,50     |
| 2     | Wolfgang Schmidt  | GDR  | 66,22     |
| 3     | John Powell       | USA  | 65,70     |
| 4     | Norbert Thiede    | GDR  | 64,30     |
| 5     | Siegfried Pachale | GDR  | 64,24     |
| 6     | Pentti Kahma      | FIN  | 63,12     |
| 7     | Knut Hjeltnes     | NOR  | 63,06     |
| 8     | Jay Silvester     | USA  | 61,98     |

Finale am 25. Juli

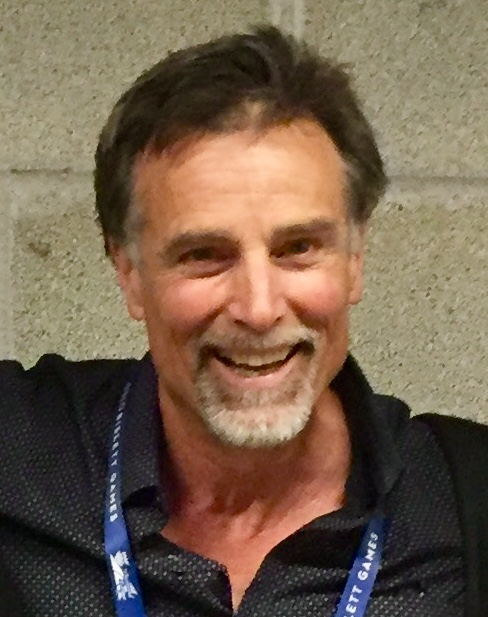
Olympiasieger Mac Wilkins im Jahr 2018

Mac Wilkins stellte in der Qualifikationsrunde mit 68,28 m einen olympischen Rekord auf.

### Hammerwurf
| Platz | Athlet                | Land | Weite (m) |
| ----- | --------------------- | ---- | --------- |
| 1     | Jurij Sjedych         | URS  | 77,52 OR  |
| 2     | Alexei Spiridonow     | URS  | 76,08000  |
| 3     | Anatolij Bondartschuk | URS  | 75,48000  |
| 4     | Karl-Hans Riehm       | FRG  | 75,46000  |
| 5     | Walter Schmidt        | FRG  | 74,72000  |
| 6     | Jochen Sachse         | GDR  | 74,30000  |
| 7     | Chris Black           | GBR  | 73,18000  |
| 8     | Edwin Klein           | FRG  | 71,34000  |

Finale am 28. Juli

### Speerwurf
| Platz | Athlet           | Land   | Weite (m) |
| ----- | ---------------- | ------ | --------- |
| 1     | Miklós Németh    | HUN    | 94,58 WR  |
| 2     | Hannu Siitonen   | FIN    | 87,92000  |
| 3     | Gheorghe Megelea | ROM    | 87,16000  |
| 4     | Piotr Bielczyk   | POL    | 86,50000  |
| 5     | Sam Colson       | USA    | 86,16000  |
| 6     | Wassyl Jerschow  | URS    | 85,26000  |
| 7     | Seppo Hovinen    | FIN000 | 84,26000  |
| 8     | Jānis Lūsis      | URS    | 80,26000  |

Finale am 25. Juli

### Zehnkampf
| Platz | Athlet            | Land | P – offiz. Wert. | P – 85er Wert. |
| ----- | ----------------- | ---- | ---------------- | -------------- |
| 1     | Bruce Jenner      | USA  | 8618 WR          | 8634           |
| 2     | Guido Kratschmer  | FRG  | 8411000          | 8407           |
| 3     | Mykola Awilow     | URS  | 8369000          | 8378           |
| 4     | Raimo Pihl        | SWE  | 8218000          | 8217           |
| 5     | Ryszard Skowronek | POL  | 8113000          | 8099           |
| 6     | Siegfried Stark   | GDR  | 8048000          | 8051           |
| 7     | Leonid Lytwynenko | URS  | 8025000          | 7963           |
| 8     | Lennart Hedmark   | SWE  | 7974000          | 8002           |

29. und 30. Juli
Gewertet wurde nach der 1962 entwickelten Punktetabelle, die auch bei den vorherigen Olympischen Spielen verwendet worden war. Zur besseren Einordnung der Leistung sind neben den offiziellen Punkten nach der Wertungstabelle von 1962 die umgerechneten Punktezahlen gemäß dem ab dem Jahr 1985 gültigen Wertungssystem angegeben; danach würden lediglich der Siebente und Achte die Plätze tauschen.

## Resultate Frauen

### 100 m
| Platz | Athletin              | Land | Zeit (s) |
| ----- | --------------------- | ---- | -------- |
| 1     | Annegret Richter      | FRG  | 11,08    |
| 2     | Renate Stecher        | GDR  | 11,13    |
| 3     | Inge Helten           | FRG  | 11,17    |
| 4     | Raelene Boyle         | AUS  | 11,23    |
| 5     | Evelyn Ashford        | USA  | 11,24    |
| 6     | Chandra Cheeseborough | USA  | 11,31    |
| 7     | Andrea Lynch          | GBR  | 11,32    |
| 8     | Marlies Oelsner       | GDR  | 11,34    |

Finale am 25. Juli
Wind: ±0,0 m/s
Annegret Richter stellte im Halbfinale mit 11,01 s einen Weltrekord auf.

### 200 m

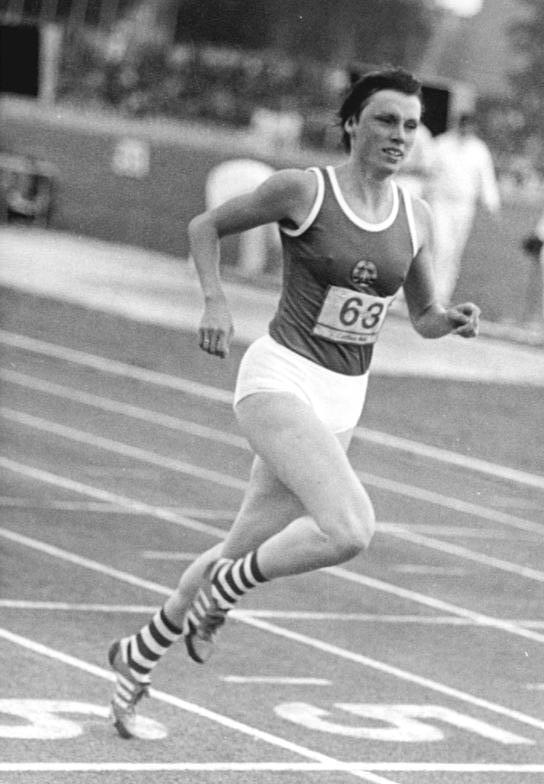
Olympiasiegerin Bärbel Eckert, spätere Bärbel Wöckel

| Platz | Athletin              | Land | Zeit (s)       |
| ----- | --------------------- | ---- | -------------- |
| 1     | Bärbel Eckert         | GDR  | 22,37 ORe/ORel |
| 2     | Annegret Richter      | FRG  | 22,39000000000 |
| 3     | Renate Stecher        | GDR  | 22,47000000000 |
| 4     | Carla Bodendorf       | GDR  | 22,64000000000 |
| 5     | Inge Helten           | FRG  | 22,68000000000 |
| 6     | Tetjana Prorotschenko | URS  | 23,03000000000 |
| 7     | Denise Robertson      | AUS  | 23,05000000000 |
| 8     | Chantal Réga          | FRA  | 23,09000000000 |

Finale am 28. Juli
Wind: ±0,0 m/s

### 400 m
| Platz | Athletin          | Land | Zeit (s) |
| ----- | ----------------- | ---- | -------- |
| 1     | Irena Szewińska   | POL  | 49,28 WR |
| 2     | Christina Brehmer | GDR  | 50,51000 |
| 3     | Ellen Streidt     | GDR  | 50,55000 |
| 4     | Pirjo Häggman     | FIN  | 50,56000 |
| 5     | Rosalyn Bryant    | USA  | 50,65000 |
| 6     | Sheila Ingram     | USA  | 50,90000 |
| 7     | Riitta Salin      | FIN  | 50,98000 |
| 8     | Debra Sapenter    | USA  | 51,66000 |

Finale am 29. Juli

### 800 m
| Platz | Athletin           | Land | Zeit (min) |
| ----- | ------------------ | ---- | ---------- |
| 1     | Tatjana Kasankina  | URS  | 1:54,94 WR |
| 2     | Nikolina Schterewa | BUL  | 1:55,42000 |
| 3     | Elfi Zinn          | GDR  | 1:55,60000 |
| 4     | Anita Weiß         | GDR  | 1:55,74000 |
| 5     | Swetlana Styrkina  | URS  | 1:56,44000 |
| 6     | Swetla Slatewa     | BUL  | 1:57,21000 |
| 7     | Doris Gluth        | GDR  | 1:58,99000 |
| 8     | Mariana Suman      | ROM  | 2:02,21000 |

Finale am 26. Juli

### 1500 m
| Platz | Athletin            | Land | Zeit (min) |
| ----- | ------------------- | ---- | ---------- |
| 1     | Tatjana Kasankina   | URS  | 4:05,48    |
| 2     | Gunhild Hoffmeister | GDR  | 4:06,02    |
| 3     | Ulrike Klapezynski  | GDR  | 4:06,09    |
| 4     | Nikolina Schterewa  | BUL  | 4:06,57    |
| 5     | Ljudmila Bragina    | URS  | 4:07,20    |
| 6     | Gabriella Dorio     | ITA  | 4:07,27    |
| 7     | Ellen Wellmann      | FRG  | 4:07,91    |
| 8     | Jan Merrill         | USA  | 4:08,54    |

Finale am 30. Juli

### 100 m Hürden

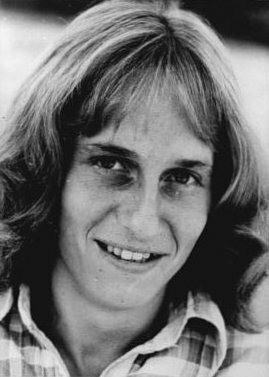
Olympiasiegerin Johanna Schaller, spätere Johanna Klier

| Platz | Athletin           | Land | Zeit (s) |
| ----- | ------------------ | ---- | -------- |
| 1     | Johanna Schaller   | GDR  | 12,77    |
| 2     | Tatjana Anissimowa | URS  | 12,78    |
| 3     | Natalja Lebedewa   | URS  | 12,80    |
| 4     | Gudrun Berend      | GDR  | 12,82    |
| 5     | Grażyna Rabsztyn   | POL  | 12,96    |
| 6     | Esther Roth        | ISR  | 13,04    |
| 7     | Valeria Ștefănescu | ROM  | 13,35    |
| 8     | Ileana Ongar       | ITA  | 13,51    |

Finale am 29. Juli
Wind: ±0,0 m/s

### 4 × 100 m Staffel
| Platz | Land           | Athletinnen                                                                     | Zeit (s) |
| ----- | -------------- | ------------------------------------------------------------------------------- | -------- |
| 1     | DDR            | Marlies Oelsner Renate Stecher Carla Bodendorf Bärbel Eckert                    | 42,55 OR |
| 2     | BR Deutschland | Elvira Possekel Inge Helten Annegret Richter Annegret Kroniger                  | 42,59000 |
| 3     | Sowjetunion    | Tetjana Prorotschenko Ljudmila Maslakowa Nadeschda Besfamilnaja Wera Anissimowa | 43,09000 |
| 4     | Kanada         | Margaret Howe Patty Loverock Joanne McTaggart Marjorie Bailey                   | 43,17000 |
| 5     | Australien     | Barbara Wilson Debbie Wells Denise Robertson Raelene Boyle                      | 43,18000 |
| 6     | Jamaika        | Leleith Hodges Rosie Allwood Carol Cummings Jacqueline Pusey                    | 43,24000 |
| 7     | USA            | Martha Watson Evelyn Ashford Debra Armstrong Chandra Cheeseborough              | 43,35000 |
| 8     | Großbritannien | Wendy Clarke Denise Ramsden Sharon Colyear Andrea Lynch                         | 43,79000 |

Finale am 31. Juli

### 4 × 400 m Staffel
| Platz | Land           | Athletinnen                                                         | Zeit (min) |
| ----- | -------------- | ------------------------------------------------------------------- | ---------- |
| 1     | DDR            | Doris Maletzki Brigitte Rohde Ellen Streidt Christina Brehmer       | 3:19,23 WR |
| 2     | USA            | Debra Sapenter Sheila Ingram Pamela Jiles Rosalyn Bryant            | 3:22,81000 |
| 3     | Sowjetunion    | Inta Kļimoviča Ljudmila Aksjonowa Natalja Sokolowa Nadeschda Iljina | 3:24,24000 |
| 4     | Australien     | Judy Canty Verna Burnard Charlene Rendina Beth Nail                 | 3:25,56000 |
| 5     | BR Deutschland | Claudia Steger Dagmar Fuhrmann Elke Barth Rita Wilden               | 3:25,71000 |
| 6     | Finnland       | Marika Lindholm Pirjo Häggman Mona-Lisa Pursiainen Riitta Salin     | 3:25,87000 |
| 7     | Großbritannien | Liz Barnes Gladys Taylor Verona Elder Donna Murray                  | 3:28,01000 |
| 8     | Kanada         | Margaret Stride Joyce Yakubowich Rachelle Campbell Yvonne Saunders  | 3:28,91000 |

Finale am 31. Juli

### Hochsprung
| Platz | Athletin            | Land | Höhe (m) |
| ----- | ------------------- | ---- | -------- |
| 1     | Rosemarie Ackermann | GDR  | 1,93 OR  |
| 2     | Sara Simeoni        | ITA  | 1,91000  |
| 3     | Jordanka Blagoewa   | BUL  | 1,91000  |
| 4     | Mária Mračnová      | TCH  | 1,89000  |
| 5     | Joni Huntley        | USA  | 1,89000  |
| 6     | Tazzjana Bojka      | URS  | 1,87000  |
| 7     | Annette Tånnander   | SWE  | 1,87000  |
| 8     | Cornelia Popa       | ROM  | 1,87000  |

Finale am 28. Juli

### Weitsprung

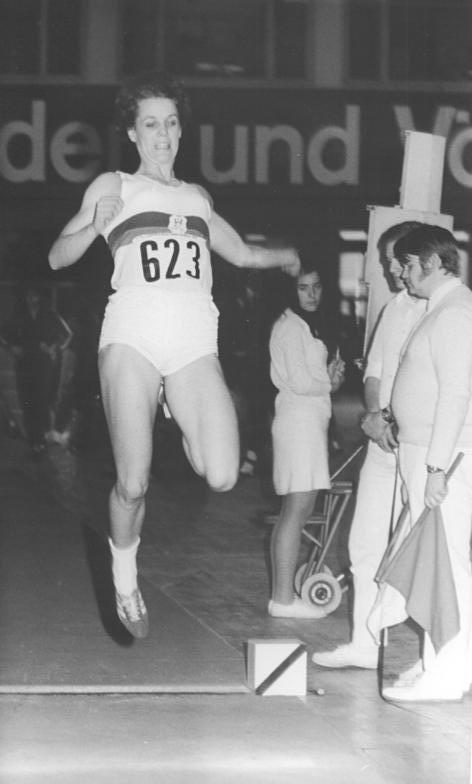
Olympiasiegerin Angela Voigt

| Platz | Athletin          | Land | Weite (m) |
| ----- | ----------------- | ---- | --------- |
| 1     | Angela Voigt      | GDR  | 6,72      |
| 2     | Kathy McMillan    | USA  | 6,66      |
| 3     | Lidija Alfejewa   | URS  | 6,60      |
| 4     | Sigrun Siegl      | GDR  | 6,59      |
| 5     | Ildikó Erdélyi    | HUN  | 6,57      |
| 6     | Jarmila Nygrýnová | TCH  | 6,54      |
| 7     | Heidemarie Wycisk | GDR  | 6,39      |
| 8     | Elena Vintilă     | ROM  | 6,38      |

Finale am 23. Juli

### Kugelstoßen
| Platz | Athletin              | Land | Weite (m) |
| ----- | --------------------- | ---- | --------- |
| 1     | Iwanka Christowa      | BUL  | 21,16 OR  |
| 2     | Nadeschda Tschischowa | URS  | 20,96000  |
| 3     | Helena Fibingerová    | TCH  | 20,67000  |
| 4     | Marianne Adam         | GDR  | 20,55000  |
| 5     | Ilona Schoknecht      | GDR  | 20,54000  |
| 6     | Margitta Droese       | GDR  | 19,79000  |
| 7     | Eva Wilms             | FRG  | 19,29000  |
| 8     | Elena Stojanowa       | BUL  | 18,89000  |

Finale am 31. Juli

### Diskuswurf
| Platz | Athletin                  | Land | Weite (m) |
| ----- | ------------------------- | ---- | --------- |
| 1     | Evelin Schlaak            | GDR  | 69,00 OR  |
| 2     | Marija Wergowa            | BUL  | 67,30000  |
| 3     | Gabriele Hinzmann         | GDR  | 66,84000  |
| 4     | Faina Melnik              | URS  | 66,40000  |
| 5     | Sabine Engel              | GDR  | 65,88000  |
| 6     | Argentina Menis           | ROM  | 65,38000  |
| 7     | María Cristina Betancourt | CUB  | 63,86000  |
| 8     | Natalja Gorbatschowa      | URS  | 63,46000  |

Finale am 29. Juli

### Speerwurf

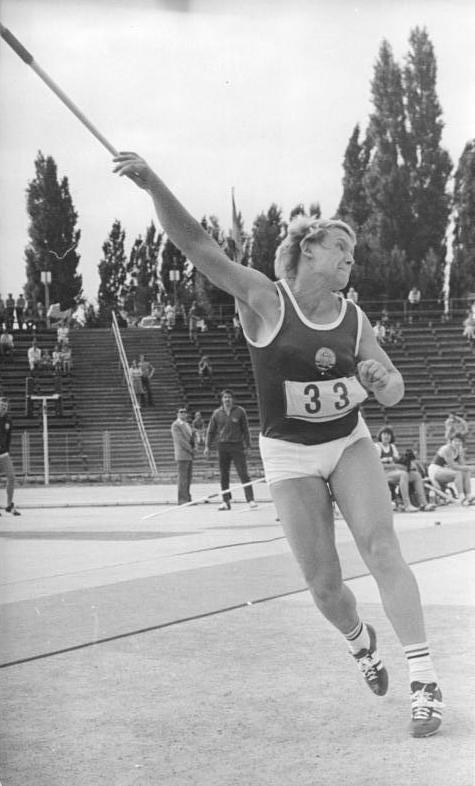
Ruth Fuchs setzte ihre Serie als weltbeste Speerwerferin seit 1972 fort

| Platz | Athletin               | Land | Weite (m) |
| ----- | ---------------------- | ---- | --------- |
| 1     | Ruth Fuchs             | GDR  | 65,94 OR  |
| 2     | Marion Becker          | FRG  | 64,70000  |
| 3     | Kate Schmidt           | USA  | 63,96000  |
| 4     | Jacqueline Hein        | GDR  | 63,84000  |
| 5     | Sabine Sebrowski       | GDR  | 63,08000  |
| 6     | Swetlana Babitsch      | URS  | 59,42000  |
| 7     | Nadeschda Jakubowitsch | URS  | 59,16000  |
| 8     | Karin Smith            | USA  | 57,50000  |

Finale am 24. Juli

### Fünfkampf
| Platz | Athletin            | Land | P – offiz. Wert. | P – 80er Wert. |
| ----- | ------------------- | ---- | ---------------- | -------------- |
| 1     | Sigrun Siegl        | GDR  | 4745             | 4777           |
| 2     | Christine Laser     | GDR  | 4745             | 4774           |
| 3     | Burglinde Pollak    | GDR  | 4740             | 4767           |
| 4     | Ljudmila Popowskaja | URS  | 4700             | 4719           |
| 5     | Nadija Tkatschenko  | URS  | 4669             | 4692           |
| 6     | Diane Jones         | CAN  | 4582             | 4616           |
| 7     | Jane Frederick      | USA  | 4566             | 4564           |
| 8     | Margit Papp         | HUN  | 4535             | 4567           |

25. und 26. Juli
Gewertet wurde wie bei den letzten Olympischen Spielen nach der Punktetabelle von 1971.
Über Gold und Silber musste nun die Regelung der IAAF entscheiden. Siegrun Siegl war in drei von fünf Disziplinen besser als Christine Laser gewesen, was ihr den Olympiasieg einbrachte.
Zur besseren Einordnung der Leistung sind neben den offiziellen Punkten nach der Tabelle von 1971 die nach dem heutigen im Siebenkampf gültigen Wertungssystem von 1980 umgerechneten Punktzahlen mit angegeben. Nach dieser Tabelle hätte es in der Reihenfolge der ersten Acht trotz der äußerst knappen Abstände nur eine Veränderung gegeben: die Plätze sieben und acht hätten getauscht werden müssen. Diese Vergleiche sind natürlich nur Anhaltswerte, denn als Grundlage müssen die jeweils unterschiedlichen Maßstäbe der Zeit gelten.

## Videolinks
- Montreal 1976 Official Olympic Film - Part 4, Olympic History, Bereich 9:05 min – 22:27 min, youtube.com, abgerufen am 23. Oktober 2021
- Montreal 1976 Official Olympic Film - Part 5, Olympic History, auf youtube.com, abgerufen am 23. Oktober 2021